# محمد فكري
محمد فكري (بالإنجليزية: Mohamed Fikry) مخرج وممثل مصري من مواليد مدينة بور سعيد في 1 مايو 1982  بدأ بالتمثيل والإخراج في مسرح كلية الزراعة جامعة القاهرة بالرغم من دراسته للهندسة المعمارية. سافر بعد تخرجه من كلية هندسة جامعة القاهرة إلي الولايات المتحدة الأمريكية ليدرس الإخراج في أكاديمية نيويورك للفنون. شارك في عدد من مهرجانات الأفلام المستقلة في مصر ولوس أنجلوس في الولايات المتحدة وأشهر أفلامه فيلم «اليوم 26». عاد للقاهرة ليبدأ أعماله السينمائية، فاختاره المنتج محمد عبد الرحمن لإخراج أول وباكورة أعماله السينمائية فيلم «منطقة محظورة - قصر البارون».

## أعماله في التمثيل
مسلسل «يونس ولد فضة» للمخرج أحمد شفيق عام 2016 
مسلسل «ونوس» للمخرج شادي الفخراني عام 2016 
فيلم «منطقة محظورة - قصر البارون» للمخرج محمد فكري عام 2016.  
فيلم «تفاحة حوّا» للمخرج تامر سامي عام 2016.
مسلسل «بنات خارقات (بنات سوبرمان)» للمخرج حسام علي عام 2016.
مسلسل اذاعي «كرفان» للمخرج محمد فكري عام 2018.
فيلم «كدبة بيضا (مصركاني)» للمخرج نور أرناؤوط (نور هلال) عام 2018.
مسلسل «طلقة حظ» للمخرج أحمد خالد أمين عام 2019.
مسلسل «أفراح إبليس ج2» للمخرج أحمد خالد أمين عام 2019.
مسلسل «نسل الأغراب» للمخرج محمد سامي عام 2021.

## أعماله في الإخراج
فيلم «منطقة محظورة - قصر البارون» عام 2016.  
فيلم «الطريشة» عام 2017.
مسلسل اذاعي «كرفان» عام 2018.

## وصلات خارجية
- محمد فكري على موقع IMDb (الإنجليزية)
- محمد فكري على موقع الدهليز
- محمد فكري على موقع قاعدة بيانات الأفلام العربية
- محمد فكري على موقع الدهليز
- محمد فكري على موقع كاروهات